# 科尔沁左翼后旗原种场
原种场是中国内蒙古自治区通辽市科尔沁左翼后旗下辖的一个类似乡级单位。

## 行政区划
原种场共辖以下地区：
北分场和南分场。